# Milano-Sanremo 1935
La Milano-Sanremo 1935, ventottesima edizione della corsa, valida come prima prova del Campionato italiano 1935, si disputò il 17 marzo 1935 su un percorso di 281,5 km con partenza a Milano e arrivo a Sanremo. Fu vinta dall'italiano Giuseppe Olmo, giunto al traguardo in 7h48'39" precedendo in volata ristretta i connazionali Learco Guerra, Mario Cipriani e Gino Bartali; conclusero la prova 49 dei 202 ciclisti al via.

## Percorso
La Milano-Sanremo 1935 prese il via dal quartiere milanese di Conca Fallata e si avviò lungo il consueto percorso verso il mare. Si transitò da Binasco, Pavia (km 28,8), Casteggio (km 49,8), Voghera (km 59,8), Tortona (km 76,4), Novi Ligure (km 94,1), Ovada (km 117,9), Masone e si superò il Passo del Turchino (km 142,8). Dopo la discesa si entrò sulla strada Aurelia transitando nell'ordine da Voltri, Arenzano, Cogoleto, i Piani d'Invrea, Savona (km 196,8), Vado Ligure, Spotorno, Noli, Finale Ligure (km 209,5), Albenga, Alassio (km 235,4), i tre capi (Capo Mele, Capo Cervo e Capo Berta) e Imperia (km 260), per giungere infine a Sanremo dopo 281,5 km di gara.

## Resoconto degli eventi
La partenza, con 202 corridori al via sui 250 (o 289, secondo altre fonti) iscritti, fu data alle 7:45 locali in una giornata grigia e fredda, con pioggia a tratti. La prima parte di gara si caratterizzò per numerosi scatti e controscatti; la fuga andò via dopo Pavia, con sette attaccanti (Enrico Mollo, Fausto Montesi, Attilio Morbiato, Ambrogio Morelli, Adalino Mealli, Alfredo Malmesi e Mauro Valle) che transitarono con 5 minuti di vantaggio a Tortona, 5'15" a Novi e 4'30" a Ovada. Nel gruppo inseguitore, da segnalare problemi meccanici e conseguenti abbandoni per Alfredo Binda e Roger Lapébie.
Nella salita del Turchino allungò Montesi: fu lui il primo a scollinare, seguito a duecento metri da Morbiato, Mealli e Moretti, con più indietro Valle e Mollo (Malmesi era rimasto attardato) e quindi un gruppo di big capeggiato da Francesco Camusso. In discesa, Giuseppe Olmo, Mario Cipriani, Giuseppe Martano, Aldo Bini e Learco Guerra recuperarono su tutti i fuggitivi escluso Montesi; questi fu ripreso e superato poco dopo Voltri da Cipriani, Olmo, Martano e Bini, mentre Guerra rimase attardato perché vittima di una caduta. Cipriano, Olmo, Martano e Bini proseguirono di comune accordo: a Savona precedevano di 1'15" Alfredo Bovet e Antonio Negrini, di 2 minuti Raffaele Di Paco e Jef Demuysere, di 2'30" un Guerra in rimonta insieme a un giovane ciclista toscano di II categoria (gli "indipendenti"), Gino Bartali. Dopo alcuni tentativi di attacco e ricongiungimenti, a Finale Ligure il gruppo di testa si componeva di otto unità, Guerra, Olmo, Bovet, Martano, Cipriani, Demuysere, Bini e Bartali, divenuti nove poco dopo con il rientro di Negrini e undici dopo Capo Mele con il rientro di Rinaldo Gerini e Osvaldo Della Latta.
Proprio nel tratto dei tre Capi si rivelò al mondo del ciclismo l'astro nascente di Bartali: il giovane toscano si avvantaggiò sul gruppo dei migliori nella salita di Capo Cervo, transitando poi ai piedi del Capo Berta con 55" di margine e a Imperia con circa 1'30" di margine. A sette chilometri dalla conclusione, anche a causa di problemi al rapporto della sua bicicletta, Bartali fu però ripreso da Olmo, Guerra e Cipriani. Nell'arrivo in volata a quattro, Olmo, più veloce, staccò nell'ordine Guerra di una ruota, Cipriani di una macchina e Bartali di circa dieci metri, vincendo la corsa. Il gruppo dei primi inseguitori, a quasi due minuti da Olmo, fu regolato dall'altro alfiere della Bianchi, Bovet.

## Ordine d'arrivo (Top 10)
| Pos. | Corridore        | Squadra | Tempo    |
| ---- | ---------------- | ------- | -------- |
| 1    | Giuseppe Olmo    | Bianchi | 7h48'39" |
| 2    | Learco Guerra    | Maino   | s.t.     |
| 3    | Mario Cipriani   | Frejus  | s.t.     |
| 4    | Gino Bartali     | Frejus  | s.t.     |
| 5    | Alfredo Bovet    | Bianchi | a 1'54"  |
| 6    | Aldo Bini        | Maino   | s.t.     |
| 7    | Antonio Negrini  | Frejus  | s.t.     |
| 8    | Rinaldo Gerini   | Frejus  | s.t.     |
| 9    | Jef Demuysere    | Ganna   | s.t.     |
| 10   | Giuseppe Martano | Frejus  | a 4'29"  |